# Dolph Schayes
Adolph „Dolph” Schayes (ur. 19 maja 1928 w Nowym Jorku, zm. 10 grudnia 2015 w Syracuse) – amerykański koszykarz, występujący na pozycji silnego skrzydłowego, mistrz NBA z 1955, członek Koszykarskiej Galerii Sław, po zakończeniu kariery zawodniczej trener koszykarski.
Dolph Schayes był jednym z liderów zespołu Syracuse Nationals. Rodzice zawodnika byli imigrantami zarobkowymi do Stanów Zjednoczonych, urodzonymi na obszarze Rumunii. 
Mierzący 202 cm wzrostu koszykarz studiował na Uniwersytecie Nowojorskim. Do NBA został wybrany w drafcie 1948 przez New York Knicks, jednak natychmiast został przekazany do Syracuse Nationals. W Nationals grał do 1963, w 1955 został mistrzem NBA. Między 17 lutego 1952, a 26 grudnia 1961 nie opuścił żadnego meczu - rozegrał 706 spotkań z rzędu. W 1964 krótko pojawiał się na parkiecie w barwach Philadelphia 76ers. Równolegle pracował w tym klubie jako trener (1963-66). Prowadził także Buffalo Braves.
W sezonie 1957/1958 zajął drugie miejsce w głosowaniu na MVP fazy zasadniczej.
Został pierwszym w historii NBA zawodnikiem, który przekroczył barierę 15000 zdobytych punktów.
Dwanaście razy brał udział w meczu gwiazd NBA. W 1996 znalazł się wśród 50 najlepszych graczy występujących kiedykolwiek w NBA. Jego syn, Danny także grał w NBA.

## Osiągnięcia
Na podstawie, o ile nie zaznaczono inaczej

### NCAA
- Wicemistrz NCAA (1945)
- Uczestnik turnieju NCAA (1945, 1946)
- Mistrz sezonu regularnego konferencji (1946, 1948)
- Laureat nagrody Haggerty Award (1948)[7]
- Zaliczony do:
  - składu All-American (1948 przez Associated Press)
  - Akademickiej Galerii Sław Koszykówki (2006)[8]

### NBL
- Debiutant Roku NBL (1949)

### NBA
- Mistrz NBA (1955)[9]
- dwukrotny wicemistrz NBA (1950, 1954)[9]
- Uczestnik meczu gwiazd:
  - NBA (1951–1962)
  - Legend NBA (1984, 1988)[10]
- Wybrany do:
  - I składu NBA (1952–1955, 1957–1958)[11]
  - II składu NBA (1950–1951, 1956, 1959–1961)
- Lider:
  - sezonu regularnego w:
    - zbiórkach (1951)[12]
    - skuteczności rzutów wolnych (1958, 1960, 1962)[13]

  - play-off w:
    - średniej zbiórek (1951, 1955)[14]
    - liczbie celnych rzutów wolnych (1954, 1955, 1959)[15]
    - skuteczności rzutów wolnych (1960, 1961)[16]
- 3-krotnie zaliczany do grona najlepszych zawodników w historii NBA przy okazji obchodów rocznicowych:
  - 25-lecia istnienia - NBA 25th Anniversary Team
  - 50-lecia istnienia - NBA’s 50th Anniversary All-Time Team[17]
  - 75-lecia istnienia - NBA 75th Anniversary Team (2021)[18]
- Członek Koszykarskiej Galerii Sław (Naismith Memorial Basketball Hall Of Fame - 1973)[19]
- Klub Philadelphia 76ers zastrzegł należący do niego numer 4[20]

### Trenerskie
- Trener Roku NBA (1966)[21]
- Mistrz Maccabiah Games (Żydowskie Igrzyska Olimpijskie – 1977)